# ペロノセラス
ペロノセラス（学名：Peronoceras）は、前期ジュラ紀の中期トアルシアンに生息していたアンモナイトの属。この属の仲間は、Bifrons帯のFibulatum亜帯にのみ存在していた。この属の化石はヨーロッパ、北アフリカ、アジア、北アメリカ、南アメリカで発見された。

## 説明
本属の殻の形は、窪んだ円錐から圧縮された楕円錐まで様々だった。渦部は四角形で、縁側と腹部は平らなものであった。肋は細かいものから距離の開いたものまで存在した。微細な肋を持つ種の内側の渦を除いては、常に繊維状である。また、縁側には結節が存在した。